# Resolució 2313 del Consell de Seguretat de les Nacions Unides
La Resolució 2313 del Consell de Seguretat de les Nacions Unides fou adoptada per unanimitat el 13 d'octubre de 2016. El Consell va estendre el mandat de la Missió d'Estabilització de les Nacions Unides a Haití (MINUSTAH) durant mig any fins al 15 d'abril de 2017.

## Contingut
Les eleccions que haurien d'haver tignut lloc el 9 d'octubre de 2016 es va traslladar a gener de 2017, i d'acord amb el nou calendari, el proper president juraria el 7 de febrer de 2017.
La Policia Nacional d'Haití tenia un paper crucial en la seguretat i l'estabilitat del país. Les seves capacitats continuaven augmentant, però encara depenien del lideratge i el suport internacional. Aquesta era la tasca principal de MINUSTAH. La intenció era que Haití tingués 15.000 policies operatius a la fi de 2017. També calia reforçar la justícia i el sistema penitenciari, igual importantse eren les reformes institucionals i la lluita contra l'atur i la pobresa.
L'ONU i el govern d'Haití van llançar un pla per proporcionar ajudes d'emergència a 1,3 milions d'habitants. La prolongada sequera amenaçava l'escassetat d'aliments per a 3,6 milions de persones. Haití també havi de lidiar amb una epidèmia de còlera. A més, el país va tenir problemes per ajudar molts haitians que van tornar de la República Dominicana.
El Secretari General Ban Ki-moon havia recomanat que el mandat de MINUSTAH s'estengués fins al 15 d'abril de 2017. El nombre de soldats era de 2.370, i el nombre d'agents de 2.601. El nou Secretari General António Guterres va ser l'encarregat de revisar la missió el dia 15 abril, 2017, que podria decidir-ne la retirada. Això dependria de la situació a Haití, la capacitat de la policia d'Haití per garantir la seguretat i l'estabilitat del país.